# France 2
France 2 – główny kanał francuskiej telewizji publicznej. Jest on częścią grupy medialnej France Télévisions, w której skład wchodzą także France 3, France 4, France 5, La 1ère, ARTE France oraz Franceinfo. 
France 2 powstała 21 grudnia 1963 roku. Od 7 kwietnia 2008 o godz. 03:20 CEST wszystkie programy emitowane są w formacie panoramicznym 16:9.

## Programy
20 heures – program informacyjny stacji France 2